# Јелена (филм из 2011)
Јелена (рус. Елена) је руски филм из 2011. године. Филм је породична драма из транзиционе Русије. Режирао га је Андреј Звјагинцев по сценарију Олега Негина. Главну улогу, средовечну жену која се бори за бољи живот свог незапосленог сина игра, тумачи Надежда Маркина. Филм је добио специјалну награду на канском фестивалу у програму „Известан поглед“, као и специјалну награду 18. Фестивала европског филма на Палићу

## Синопсис
Радња филма прати старији брачни пар, богатог Владимира и Јелену. Обоје имају децу из првог брака. Владимир ћерку Каћу, а Јелена сина Серјожу. Њен син је обичан нерадник, и да му Елена не позајмљује новац од своје пензије, не би могао да издржава жену и два детета. Када Владимир доживи инфаркт, доспева у болницу, где га посећује ћерка коју дуго није видео. Ова несрећа поново зближава Владимира и Каћу. Вративши се кући, Владимир саопштава Јелени да је решио да напише тестамент, за сваки случај, и да свој иметак намерава да остави Каћи, а њој издржавање. Јелену очај и материнска брига за сина и његову породицу наводе да почини злочин, односно да убије свог богатог мужа и тако се избори за његово наследство.

## Улоге
| Глумац          | Улога    |
| --------------- | -------- |
| Надежда Маркина | Јелена   |
| Јелена Љадова   | Катарина |
| Андреј Смирнов  | Владимир |
| Алексеј Розин   | Серјожа  |